# Idioma awá pit
El awá pit o awá (también conocido como cuaiquer y kwaiker) es una lengua indígena de la familia lingüística barbacoana hablada en el sur de Colombia y norte de Ecuador. La gran mayoría de hablantes se localiza en Colombia.
Hacia 1991, se contabilizaban 21 mil hablantes, unos 20 mil en las laderas andinas del Pacífico y unos mil más en el área adyacente de Ecuador. Sin embargo, en el censo de 2005 realizado por el DANE en Colombia, se contaron aproximadamente 8.555 hablantes, y en Ecuador en el 2001 según la revista Yachaikuna había aproximadamente 3.500. La mayor parte de los hombres también hablan español; aunque los niños y las mujeres son normalmente monolingües en awa pit. La alfabetización en la lengua indígena es inferior al 1%, mientras que la alfabetización en español ronda el 5%. El término awá pit significa literalmente la 'lengua de los hombres'.

## Descripción lingüística
El "awá pit" tiene como orden básico predominante el orden Sujeto Objeto Verbo. Se usa una ortografía basada en el alfabeto latino.

## Origen
Aunque se han hecho diversas investigaciones sobre el origen de la lengua awá pit, no se han encontrado evidencias arqueológicas de peso que permitan ubicar su origen, si bien se puede decir que hay evidencias arqueológicas que se relacionan con el grupo Awá, estas difieren en algunos casos en características puntuales que hacen difícil concretar un origen puntual para esta lengua.

## Fonología
El inventario consonántico del awá pit está formado por:
|           |           | Bilabial | Alveolar | Alveolar | Palatal | Velar |
| central   | lateral   | Bilabial |          |          | Palatal | Velar |
| --------- | --------- | -------- | -------- | -------- | ------- | ----- |
| Oclusiva  | Oclusiva  | p        | t        |          |         | k     |
| Fricativa | sorda     |          | s        | ɬ        | š       |       |
| Fricativa | sonora    |          | z        |          | ž       |       |
| Nasal     | Nasal     | m        | n        |          |         | ŋ     |
| Líquida   | Líquida   |          |          | l        |         |       |
| Semivocal | Semivocal | w        |          |          | y       |       |

Los símbolos del AFA /š, ž, y/ equivalen a los del AFI /ʃ, ʒ, j/.
El inventario vocálico por su parte consta de:
|         | Anterior | Central | Posterior |
| ------- | -------- | ------- | --------- |
| Cerrada | i        | ɨ       | u         |
| Abierta |          | a       |           |

## Sintaxis
Con la excepción de algunas interjecciones, todas las declaraciones en el awá pit consisten en series de una o más cláusulas. Aunque existen algunas que tienen diferentes cláusulas, todas tienen la misma estructura básica, sin embargo, en algunas cláusulas algunos elementos pueden estar presentes o ausentes.
| Sujeto | Adjuntos temporales | Adjuntos ubicacionales | Adjuntos Circunstanciales | Complementos del no-sujeto | Adverbios de manera | Verbo |
| ------ | ------------------- | ---------------------- | ------------------------- | -------------------------- | ------------------- | ----- |

## Algunas expresiones en awá pit
| Formal   | Informal    | Español     |
| -------- | ----------- | ----------- |
| pappish  | pappa       | Papá        |
| akkwihsh | akkwa, mama | Mamá        |
| paynkul  |             | Hijo        |
| pashu    |             | Hija        |
| kwankwa  |             | Abuela/hija |
| pampa    |             | Abuelo/hijo |

| aŋ    | Aquí                                     |
| uŋ    | Allá (plano físico)                      |
| su    | Allá (plano metafísico o también físico) |
| min   | Dónde, en ningún lugar                   |
| kwizh | Luego                                    |

| Forma      | Sustantivo de relación | Cómo otro sustantivo/adjetivo |
| ---------- | ---------------------- | ----------------------------- |
| ayuk=      | Dentro de              |                               |
| izhkwak=   | En frente de (persona) |                               |
| isal=      | Encima de              | Encima                        |
| kal=       | Dentro de              | Cerca                         |
| kut=       | Afuera de              |                               |
| kwaka=     | Al otro lado de        | Lado (de un río, camino)      |
| kwash=     | Encima                 |                               |
| Kwiya=     | A la izquierda de      | Izquierda (adjetivo)          |
| ma=        | Junto a                |                               |
| nil=       | Frente a               | Correcto, derecho (adjetivo)  |
| nu=        | A la derecha de        | Derecha (Ej: mano) (adjetivo) |
| pazhka=    | En la mitad de         |                               |
| pula/puta= | Debajo                 |                               |
| punsih=    | Detrás                 | Atrás (sustantivo)            |
| su=        | Debajo                 | Tierra, suelo (sustantivo)    |

## Pronombrespersonales en el awá pit[6]
Los pronombres personas no interrogativos, que necesariamente se refieren solamente a humanos, están diferenciados por tres personas y dos números. También están los interrogativos y los negativos, y otros dos que son indefinidos; no tienen distinción de número.
La existencia de pronombres especiales plurales que son no-interrogativos y no-definidos es un factor importante que permite distinguirlos de otros que no tienen distinción numérica.
|                 | Singular   | Singular   | Plural     | Plural       |
| --------------- | ---------- | ---------- | ---------- | ------------ |
|                 | Nominativo | Acusativo  | Nominativo | Acusativo    |
| Primera persona | na         | na-wa      | au         | au... =miza  |
| Segunda persona | nu         | nu-wa      | u          | u... =miza   |
| Tercera persona | us         | us-a       | uspa       | uspa...=tuza |
| Quién, nadie    | min        | min-a      |            |              |
| Alguien         | min-waza   | min-a-waza |            |              |
| Qué, nada       | shi        |            |            |              |
| Algo            | shi-waza   |            |            |              |